# Леонов, Михаил Иванович (футболист)
Михаил Иванович Леонов (1903—1976) — советский футболист, вратарь. Выступал за московские команды «ПКМСФК», «Трёхгорка», «Гознак» и сборные СССР, РСФСР и Москвы.

## Биография
Родился в 1903 году в подмосковной (ныне — Москва) крестьянской семье. Семья переехала в Москву, и Леонов пошёл учиться в Дорогомиловское училище, но не закончил его и начал играть в футбол 16-летним юношей в составе команды ОФВ. В 1921 году поступил на Московскую печатную фабрику учеником слесаря. В 1923 году женился на работнице фабрики, а в 1925 у супругов родился сын Алексей.
С 1926 года стал играть в команде «Трёхгорка» — одной из сильнейших команд Москвы.
...он от природы был одарён большей силой и страстью к силовым схваткам с противником в борьбе за мяч. Мне всегда казалось, что из него вышел бы неплохой боксёр ближнего боя.Николай Старостин, Заслуженный мастер спорта СССР
В составе «Трёхгорки» Михаил Леонов выезжал за границу — в Риге команда сыграла три матча с рабочими командами Латвии, во всех победила. В 1926 году последовало турне по Германии — уже в составе сборной СССР.
В последующие два года сборная СССР не созывалась, но была сборная Москвы. В 1928 году выезжал в составе сборной Москвы в Австро-Венгрию. В 1928 году в составе сборной Москвы стал победителем первой Спартакиады, в рамках которой проходили одновременно розыгрыши первенства РСФСР и чемпионата СССР. Команда Москвы завоевала оба титула.
Даже тренировки слесаря с Гознака собирали немалую аудиторию.
...он восхищал нас. Во время тренировок около его ворот всегда собирались краснопресненские ребята — будущие вратари. Каждый из нас считал за счастье подать ему мяч. Мы с благоговением глядели на зеленую леоновскую фуфайку, его перчатки и всегда пыльные наколенники и трусы. Вратари в чистых трусах вызывали у нас презрение. А всякий раз, когда Леонов, поднимаясь с земли, отряхивал костюм, мы с умилением следили за каждым его жестом. «Вот это взял!» — шептались мы.Анатолий Акимов, Заслуженный мастер спорта СССР
В 1930 году команда «Трёхгорка», в которой были собраны лучшие игроки страны, была распущена: новый руководитель «мануфактуры» узнал, что все игроки, в том числе и гознаковец Леонов, трудились на различных предприятиях, но работников фабрики среди них не было. Среди участников чемпионата столицы появилась команда «Гознак» и Леонов оказался в ней, а в 30 лет завершил спортивную карьеру.
В 1934 году окончил курсы механиков при Гознаке, стал мастером. В начале Великой Отечественной войны как и коллеги был эвакуирован в Краснокамск. На фабрике он организовал футбольную команду, которая успешно выступала в первенстве Свердловской области.

## Достижения
Сборная Москвы
- Победитель Всесоюзной спартакиады 1928

«Трёхгорка»
- Победитель Чемпионата Москвы: 1929(о)
- входил в Список 33 лучших футболистов сезона в СССР: 1928